# Municipio de Gnosjö
El municipio de Gnosjö (en sueco: Gnosjö kommun) es un municipio en la provincia de Jönköping, al sur de Suecia. Su sede se encuentra en la ciudad de Gnosjö. El municipio actual se formó en 1952 con la fusión de Gnosjö, Kalleryd, Kävsjö y Åsenhöga, así como una parte de Kulltorp.

## Localidades
Hay 5 áreas urbanas (tätort) en el municipio:
| # | Tätort      | Población (2018) |
| - | ----------- | ---------------- |
| 1 | Gnosjö      | 4577             |
| 2 | Hillerstorp | 1790             |
| 3 | Kulltorp    | 341              |
| 4 | Nissafors   | 312              |
| 5 | Törestorp   | 273              |